# 안토니오 아마야
안토니오 아마야 카라소(스페인어: Antonio Amaya Carazo, 1983년 3월 31일 ~ )는 스페인의 전 축구 선수이다.